# 瑪哈·瑙亞塔
瑪哈·瑙亞塔（？—1767年3月），緬甸貢榜王朝將軍。
1764年，緬甸王辛標信決定再次入侵暹羅，瑪哈·瑙亞塔和內苗·希哈巴迪被選為緬甸軍的兩位指揮官。瑙亞塔領兵自南路從八都馬入侵。1766年初，與內苗·希哈巴迪率領的北路軍會合於阿瑜陀耶城下。隨即，兩路軍隊對這座城市圍攻長達十四個月之久。他在圍城期間病逝。辛標信以極高的榮譽埋葬了他。他死後數周，緬甸軍隊攻陷了阿瑜陀耶城。